# Akmolinszki terület (Orosz Birodalom)
Akmolinszki terület az Orosz Birodalom, majd Szovjet-Oroszország része volt 1868-tól 1920-ig, 594 673 km²-nyi területtel (1887) és 463 347 lakossal.

## Nevének eredete
A tartomány nevét a hasonló nevű fővárosáról, Akmolinszkról kapta, melynek mai neve Asztana.

## Leírása
A tartomány geológiailag három, egymástól teljesen elütő részre oszlott. Az északi rész alacsony, az Irtis mentén fővenyes és sós tavakkal borított síkság. A középső rész viszonylag magas hegyekkel átszelt és az Isim, Nura és Szari-Szu folyók öntözték, bár területe erdőtlen és nagyrészt köves, állandó megtelepedésre alkalmas volt. E területen egyesültek a vidék ásványkincsei, melyek főleg aranyból, rézből és kőszénből álltak. A terület harmadik, déli része puszta, víztelen sivatag, mely a Szari-Bzu forrásaitól a Csu folyóig terjedő terület volt.